# HIRO (音楽プロデューサー)
HIRO（ヒロ、1985年10月11日 - ）は、日本のソングライター、編曲家、音楽プロデューサー、トラックメイカー。Digz, Inc. Group所属。

## 来歴
15歳の頃から作曲に興味を持ち、DTMを始める。14歳でイギリス留学し、聖歌隊に入り教会などでのパフォーマンスや、自主制作のオリジナル・アルバム制作など音楽活動に励む。2007年、オーストラリアの大学を卒業し、2008年帰国後、本格的に音楽活動を始める。

## プロデュース作品
- 三代目 J Soul Brothers from EXILE TRIBE
  - 「SCARLET」（シングル・2019/08/07）
「GOLDEN / 作詞・ボーカルプロデュース」
- THE Sharehappi from 三代目 J Soul Brothers from EXILE TRIBE
  - 「Share The Love」（配信シングル・2015/10/15）
「Share The Love / 作詞・作曲・プロデュース」・江崎グリコ 「ポッキー」CMソング
- 香取伸吾
  - 「10%」（配信シングル・2019/10/01）
「10% / 作詞・作曲・コーラス・プロデュース」
- Hey! Say! JUMP
  - 「Lucky-Unlucky/Oh! my darling（シングル・2019/05/22）
「Entertainment / 作詞・作曲・編曲」
- 少女時代
  - 「GIRLS' GENERATION」（アルバム・2011/06/01）
「BAD GIRL / 作詞・作曲・プロデュース」・UHA味覚糖 「e-maのど飴」CMソング・「ドールハウス」篇
「Beautiful Stranger / 作詞・作曲・プロデュース」
「Let It Rain / 作詞・作曲・プロデュース」・森永乳業 「リプトン」CMソング「Tea Stage」篇
  - 「Re:package Album "GIRLS' GENERATION" 〜The Boys〜」（アルバム・2011/12/28）
「BAD GIRL feat. DEV (The Cataracs remix) / 作詞・作曲」
「Time Machine / 作詞・作曲・プロデュース」・UHA味覚糖 「e-maのど飴」CMソング・「都会に咲く花」篇
「Let It Rain / 作詞・作曲・プロデュース」
「Beautiful Stranger / 作詞・作曲・プロデュース」
- 安室奈美恵
  - 「PAST < FUTURE」（アルバム・2009/12/16）
「MY LOVE / 作詞・作曲・編曲・プロデュース」・FASHION×MUSIC×Vidal Sassoon 第4弾CMキャンペーンソング
- 倖田來未
  - 「Kingdom」（アルバム・2008/01/30）
「甘い罠 / 作曲・編曲」・ホンダ「ZEST SPORTS」CMソング
  - 「TABOO」（シングル・2008/10/08）
「TABOO / 作詞・作曲・編曲」・日本テレビ系「女子レスリング世界選手権2008」イメージソング、「ニンテンドーDS」ソフト『采配のゆくえ』TV-CFソング
  - 「TRICK」（アルバム・2009/01/28）
「TABOO / 作詞・作曲・編曲」
「Your Love / 作詞・作曲・編曲」
  - 「Can We Go Back」（シングル・2010/01/20）
「Can We Go Back (PV) / ダンスパートアレンジ」
  - 「BEST〜third universe〜 & 8th AL "UNIVERSE"」（アルバム・2010/02/03）
「TABOO / 作詞・作曲・編曲」
「UNIVERSE / 作詞・作曲・編曲」
  - 「Dejavu」（アルバム・2011/03/02）
「Okay / 作詞・作曲・編曲」
  - 「JAPONESQUE」（アルバム・2012/01/25）
「Everyday / 作詞・作曲・編曲」
- E-girls
  - 「Merry X Merry Xmas★」（シングル・2015/12/23）
「Merry X Merry Xmas★ / ボーカルプロデュース」
  - 「E.G. SMILE -E-girls BEST-」（アルバム・2016/02/10）
「Merry X Merry Xmas★ / ボーカルプロデュース」
- Happiness
  - 「Sexy Young Beautiful」（シングル・2016/02/03）
「Sexy Young Beautiful / 作詞・作曲・編曲・プロデュース」・KOSE 「ファシオ」CMソング、日本テレビ系「スッキリ」2016年2月エンディングテーマ
  - 「GIRLZ N' EFFECT」（アルバム・2016/10/12）
「Ordinary Girls / 作詞・作曲・編曲・プロデュース」
「Sexy Young Beautiful / 作詞・作曲・編曲・プロデュース」
- DOBERMAN INFINITY
  - 「SAY YEAH!!」（シングル・2015/07/15）
「SAY YEAH!! / ボーカルプロデュース」
  - 「THE LINE」（アルバム・2015/12/02）
「SAY YEAH!! / ボーカルプロデュース」
- 山下智久
  - 「SUMMER NUDE '13」（シングル・2013/07/31）
「Nocturne / 作詞・作曲・編曲・プロデュース」
  - 「遊（あそび）」（アルバム・2014/08/20）
「LET IT GO / 作詞・コーラス」
- 西野カナ
  - 「Best Friend」（シングル・2010/02/24）
「ONE WAY LOVE / 作曲・編曲・プロデュース」
  - 「会いたくて 会いたくて」（シングル・2010/05/19）
「LOVE IS BLIND / 作曲・編曲・プロデュース」・イオン 2010 Yukata&Mizugi キャンペーンCMソング
  - 「to LOVE」（アルバム・2010/06/23）
「love & smile / ボーカルプロデュース」
  - 「if」（シングル・2010/08/04）
「Beautiful / 作詞・作曲・編曲・プロデュース」
  - 「Distance」（シングル・2011/02/09）
「Call Me Up / 作曲・編曲・プロデュース」
  - 「Secret Collection ～GREEN～」（シングル・2015/11/18）
「ONE WAY LOVE / 作曲・編曲・プロデュース」
「LOVE IS BLIND / 作曲・編曲・プロデュース」イオン 2010 Yukata&Mizugi キャンペーンCMソング
- BoA
  - 「THE FACE」（アルバム・2008/02/27）
「Best Friend / 作詞・作曲・編曲・プロデュース」
- SHINee
  - 「Replay -君は僕のeverything-」（アルバム・2011/06/22）
「Replay -君は僕のeverything- / 作詞」・中京テレビ『サタメン!!!』6月度エンディング
- FlowBack
  - 「Come A Long Way」（シングル・2016/09/07）
「Come A Long Way / 作詞・作曲・プロデュース」
「Wake Me Up  / 作詞・作曲・プロデュース」
  - 「Heartbreaker」（シングル・2016/12/07）
「Heartbreaker / 作詞・作曲・プロデュース」
「All This Time / 作詞・作曲・プロデュース」
  - 「VERSUS」（アルバム・2017/05/31）
「Come A Long Way / 作詞・作曲・プロデュース」
「FAMOUS / 作詞・作曲・プロデュース」
「Heartbreaker / 作詞・作曲・プロデュース」
「AfterRain / 作詞・作曲・プロデュース」
  - 「WE ARE!」（シングル・2017/09/06）
「WE ARE! / 作詞・作曲・プロデュース」
  - 「雪色 / BREAKOUT」（シングル・2017/12/20）
「BREAKOUT / 作詞・作曲・プロデュース」
  - 「ALWAYS」（シングル・2018/03/21）
「YOUNG LOVE / 作詞・作曲・プロデュース」
  - 「SUMMER TRIP」（ミニアルバム・2018/07/11）
「AfterRain / 作詞・作曲・プロデュース」
「Wake Me Up - 2018 ver. / 作詞・作曲・プロデュース」
  - 「No Other One」（配信シングル・2018/09/07）
「no Other One / 作詞・作曲・プロデュース」
  - 「do not hesitate」（アルバム・2019/06/19）
「Let Me Love You / 作詞・作曲・プロデュース」
「BREAKOUT Album ver. / 作詞・作曲・プロデュース」
「WE ARE! / 作詞・作曲・プロデュース」
「No Other One / 作詞・作曲・プロデュース」
- MYNAME
  - 「Message (Japanese ver.) 」（シングル・2012/07/25）
「Message (Japanese ver.)  / 作詞・作曲」・日本テレビ系YTV「ダウンタウンDX」の8・9月のエンディングテーマ
「I Want To  / 作詞・作曲・プロデュース」
「Everlastin' Luv  / 作詞・作曲・編曲・プロデュース」
  - 「What's Up」（シングル・2012/11/21）
「What’s Up  / 作詞・作曲」
「Adrenaline  / 作詞・作曲・プロデュース」
「Everlastin’Luv (Acoustic ver.)  / 作詞・作曲・プロデュース」
  - 「WE ARE MYNAME」（アルバム・2013/03/27）
「WE ARE THE NIGHT  / 作詞・作曲・プロデュース」
「Message (Japanese ver.)  / 作詞・作曲」
「What's Up  / 作詞・作曲」
「Rum Bum Bum  / 作詞・作曲・プロデュース」
  - 「Shirayuki」（シングル・2013/11/20）
「Zoom Zoom  / 作詞・作曲・プロデュース」
  - 「FIVE STARS」（アルバム・2014/03/26）
「F.F.Y.  / 作詞・作曲・プロデュース」
「STARS  / 作詞・作曲・プロデュース」
  - 「I.M.G.～without you～」（アルバム・2015/03/10）
「Open Your Heart  / 作詞・作曲・プロデュース」
  - 「HELLO AGAIN」（シングル・2015/07/28）
「Hands Up  / 作詞・作曲・プロデュース」
  - 「MYBESTNAME!」（アルバム・2015/11/04）
「Message (Japanese ver.)  / 作詞・作曲」
「What's Up  / 作詞・作曲」
「Everlastin' Luv  / 作詞・作曲・編曲・プロデュース」
「WE ARE THE NIGHT  / 作詞・作曲・プロデュース」
「F.F.Y.  / 作詞・作曲・プロデュース」
「#MYgirl  / 作詞・作曲・編曲・プロデュース」
- IU
  - 「Can You Hear Me?」（ミニアルバム・2013/03/20）
「Beautiful Dancer / 作詞」
「Truth / 作詞」
「Fairytale / 作詞・作曲・プロデュース」
  - 「Monday Afternoon」（シングル・2013/09/11）
「Monday Afternoon / 作詞」
「Follow The Moon / 作詞・作曲・プロデュース」
- ICONIQ
  - 「CHANGE MYSELF」（アルバム・2010/03/10）
「Change Myself / 作詞・作曲・編曲・プロデュース」・資生堂マキアージュTV CFソング
  - 「Light Ahead」（ミニアルバム・2010/09/15）
「Change Myself / 作詞・作曲・編曲・プロデュース」
  - 「MAKE IT RIGHT」（配信シングル・2012/03/14）
「MAKE IT RIGHT / 作詞・作曲・編曲・プロデュース」
- Crystal Kay
  - 「Color Change!」（アルバム・2008/08/06）
「Help Me Out / 作詞・作曲・編曲・プロデュース」
- BENI
  - 「Jewel」（アルバム・2010/12/08）
「See U Again / 作詞・作曲・編曲・プロデュース」
- FAKY
  - 「The One」（配信アルバム・2014/07/02）
「Better Without You / 作詞・作曲・プロデュース」
「The One / 作詞・作曲・プロデュース」
  - 「Candy」（配信シングル・2015/10/23）
「Candy / 作詞・作曲・プロデュース」
  - 「CANDY」（配信EP・201/05/24）
「Candy / 作詞・作曲・プロデュース」
「Better Without You -Retake Version- / 作詞・作曲・プロデュース」
- 山田優
  - 「leave all behind」（シングル・2008/04/23）
「leave all behind / 作詞・作曲・編曲・プロデュース」
  - 「MYUSIC」（アルバム・2008/05/14）
「Holla! / 作詞・作曲・編曲・プロデュース」
「block sign / 作曲・編曲・プロデュース」
「leave all behind / 作詞・作曲・編曲・プロデュース」
- 後藤真希
  - 「SWEET BLACK feat.MAKI GOTO」（ミニアルバム・2009/09/16）
「Fly away / 作曲・編曲」
- SAY
  - 「ギフト」（シングル・2010/11/03）
「Without You / 作詞・作曲・編曲・プロデュース」
  - 「WE ARE THE ONE feat. AK-69」（配信シングル・2011/08/17）
「WE ARE THE ONE feat. AK-69 / 作曲・編曲・プロデュース」
  - 「Virgo」（アルバム・2011/08/17）
「WE ARE THE ONE feat. AK-69 / 作曲・編曲・プロデュース」
「極上LADIES / 作曲・編曲・プロデュース」
「Without You / 作曲・編曲・プロデュース」
「INCAROSE feat.MACCHO(OZROSAURUS) / 作曲・編曲・プロデュース」
- リア・ディゾン
  - 「Communication!!!」（アルバム・2008/08/20）
「Nothin' to Lose / 作曲・編曲・プロデュース」
「Not Too Bad / 作詞・作曲・編曲・プロデュース」
- 超新星
  - 「J.P.~REBORN~」（シングル・2010/05/14）
「Rock Up / 作詞・作曲・編曲・プロデュース」
  - 「愛言葉」（シングル・2010/08/18）
「CRAZY CRAZY / 作詞・作曲・編曲・プロデュース」
  - 「Hop Step Jumping! 」（アルバム・2009/09/22）
「Everyday / 編曲」
- BEAST
  - 「BAD GIRL」（シングル・2011/06/17）
  - 「SO BEAST」（アルバム・2011/08/10）
「FICTION (Japanese ver.)  / 作詞・プロデュース」
「BAD GIRL (Japanese ver.)  / 作詞・プロデュース」
「FICTION-ORCHESTRA VERSION- (Japanese ver.)  / 作詞・プロデュース」
- VANNESS
  - 「REFLECTIONS」（アルバム・2010/02/03）
「Little Things You Do / 作詞・作曲・編曲・プロデュース」
  - 「No More Tears」（シングル・2010/07/21）
「THAT GIRL / 作詞・作曲・編曲」
- DEEP
  - 「DEEP ~brand new story~」（アルバム・2010/03/03）
「Everyday / 作詞・作曲・編曲・プロデュース」
  - 「LOVE STORY」（アルバム・2011/02/16）
「Sorry / 作詞・作曲・編曲・プロデュース」
  - 「YOUR STORY」（アルバム・2012/02/15）
「You Are Beautiful / 作詞・作曲・編曲・プロデュース」
- COLOR
  - 「BLACK 〜A night for you〜」（アルバム・2008/07/30）
「share wit' me / 作詞・作曲・編曲・プロデュース」
- J Soul Brothers
  - 「FREAKOUT!」（シングル・2008/08/20）
「let it go / 作詞・作曲・編曲・プロデュース」
- KinKi Kids
  - 「Ø」（アルバム・2007/11/14）
「Lose Control(堂本光一) / 作詞・作曲・編曲」
- YU-A
  - 「DREAM」（アルバム・2012/05/23）
「SWITCH feat. MYNAME / 作詞・作曲・プロデュース」
- 真崎ゆか
  - 「Last Kiss feat. KG」（シングル・2011/02/16）
「Last Kiss feat. KG / 作詞・作曲・編曲・プロデュース」
「Strawberry / 作詞・作曲・編曲・プロデュース」
  - 「もっと愛したかった」（シングル・2011/04/27）
「もっと愛したかった / 作詞・作曲・編曲・プロデュース」
  - 「Lady Luck」（シングル・2011/07/20）
「It's Love / 作詞・作曲・編曲・プロデュース」
  - 「LOVE SPACE」（アルバム・2011/09/21）
「Strawberry / 作詞・作曲・編曲・プロデュース」
「Last Kiss feat. KG / 作詞・作曲・編曲・プロデュース」
「もっと愛したかった / 作詞・作曲・編曲・プロデュース」
「Fed Up feat. BANDEE / 作詞・作曲・編曲・プロデュース」
「It's Love / 作詞・作曲・編曲・プロデュース」
「Everlasting Love feat. 房川ヒロ / 作詞・作曲・編曲・プロデュース」
「LOVE SONG / 作詞・作曲・編曲・プロデュース」
  - 「Tears Of Heart」（アルバム・2012/08/08）
「I Need You / 作詞・作曲・編曲・プロデュース」
- Lily.μ 
  - 「Lily Music」（アルバム・2012/03/07）
「U&I feat. PSALM CRUZ / 作詞・作曲・編曲・プロデュース」
  - 「LOVE AMUSEMENT」（アルバム・2013/06/12）
「もう一度 -Love Again / 作詞・作曲・編曲・プロデュース」
- PaniCrew
  - 「Growing & Leaning」（シングル・2007/07/18）
「Growing & Leaning / 作詞・作曲・編曲」
- SATOMI'
  - 「SINGS ~Winter, and Luv~」（アルバム・2007/12/05）
「It's Just Love / 編曲」(MISIA cover)
- tomboy
  - 「Superstar」（シングル・2007/11/14）
「Superstar(HIRO Down Under Remix) / リミックス」